# Edificio de la Cámara de Comercio de Córdoba

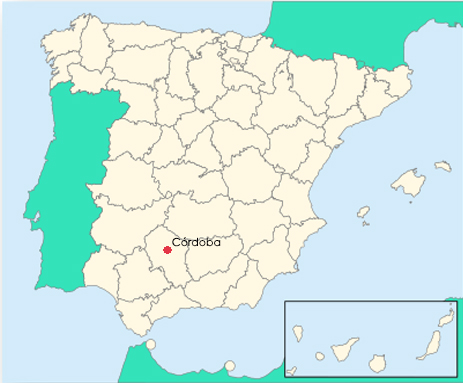
Situación Ciudad de Córdoba

La Cámara de Comercio de Córdoba, es un edificio situado en la calle Pérez de Castro n.º 1, en Córdoba. Fue proyectado por los arquitectos Rafael de La-Hoz Arderius y José María García Paredes. La construcción del edificio comienza en 1952 y concluye en 1955, y representa la búsqueda de un nuevo lenguaje arquitectónico en la modernidad. Es la ópera prima de unos jóvenes arquitectos, que les permitió expresarse con una libertad que no era habitual. En palabras del mismo Rafael de La-Hoz «La Cámara de Comercio representó, pues, para nosotros un punto de partida y una base de evolución, una realidad viva y palpitante de Arquitectura, y la experiencia gozosa de tocar por vez primera, hechas materia, las líneas frías y especulativas de los planos». Rafael de La-Hoz Arderius realizaría obras muy importantes en la ciudad de Córdoba, como el Edificio de la fábrica de cervezas El Águila (Córdoba), el edificio de la Caja Provincial de Ahorros de Córdoba o el Edificio Hospital General de Córdoba. El Consejo Superior de los Colegios de Arquitectura de España, concedió la Medalla de Oro 2000, a Rafael de La-Hoz Arderius, por su destacada trayectoria profesional.

## Cámara de Comercio de Córdoba

### Historia
La Cámara de Comercio de Córdoba se funda el 29 de octubre de 1886, el 29 de junio de 1911 se constituye como Cámara Oficial de Comercio e Industria. El 30 de junio de 1950 el presidente de la cámara José Castanys Giménez le encarga la obra a Rafael de La-Hoz Arderius, en ese momento un joven arquitecto recientemente titulado, posteriormente se unirá José María García Paredes al proyecto. Estos jóvenes arquitectos eran conscientes de que tenían en sus manos una obra compleja, que les permitiría proyectarse y experimentar con un nuevo lenguaje, que conjugaba la modernidad y la tradición arquitectónica.

## Arquitectura

### Descripción
El solar que ocupa el edificio está situado entre medianeras y tiene una forma irregular, es una especie de rectángulo que se pliega sobre sí mismo, sus medidas son 149,50 m2 de solar y 8,50 m de fachada. El edificio está constituido por tres plantas, en las cuales se desarrolla el programa de necesidades determinado para la función de la Cámara de Comercio, todo se adapta a la forma quebrada de la parcela y se da mayor superficie a las zonas de mayor uso.

### Programa de necesidades
- Planta baja: Hall, negociados, secretaría.
- Planta primera: Presidencia, Sala de Juntas, Biblioteca.
- Planta segunda: Salón de actos, Archivo - Almacén.

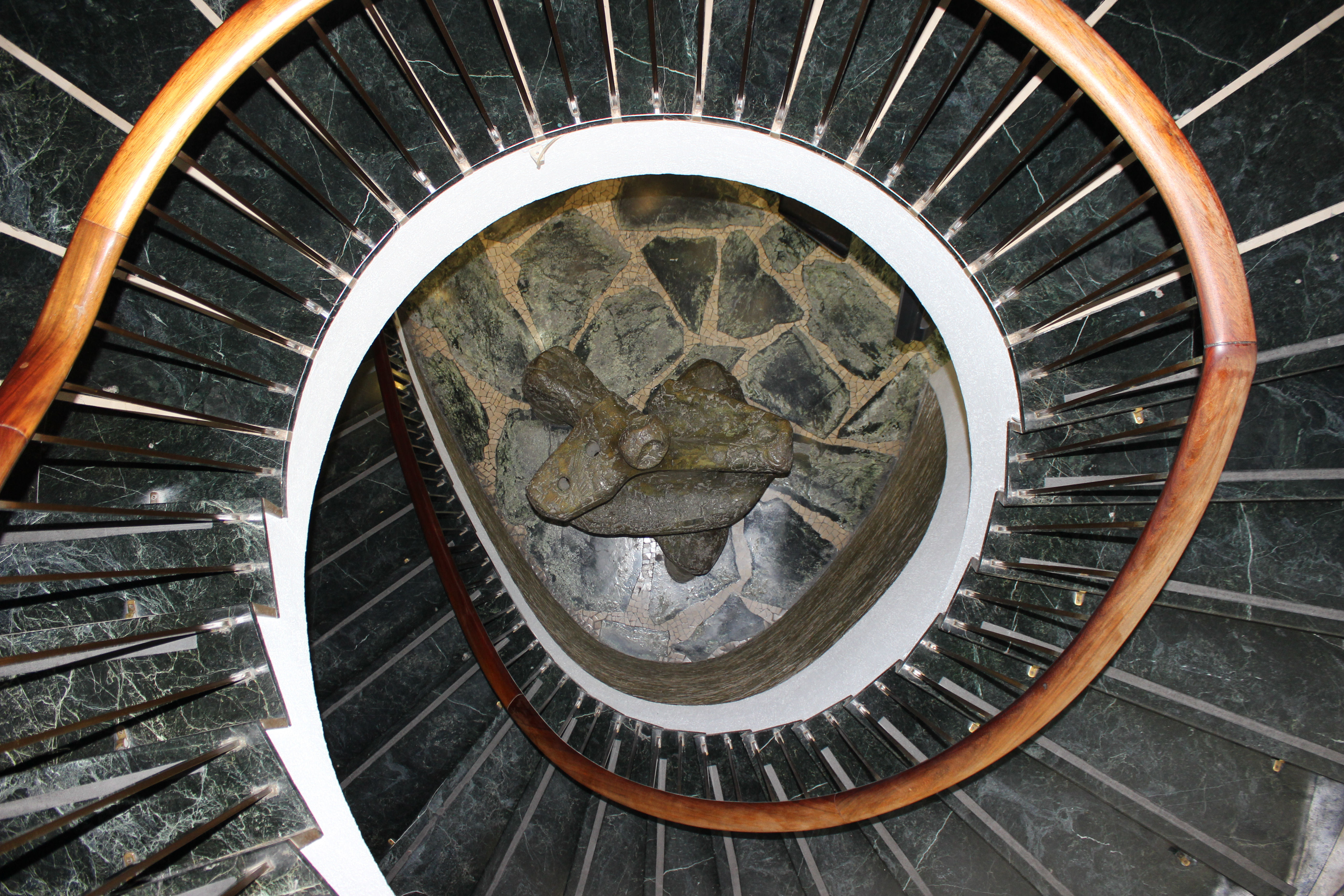
Autores: Jorge Oteiza/ Rafael de La-Hoz

### Fachada
La fachada es sencilla y ordenada, es una portada que se contrapone a la complejidad desarrollada en el interior del edificio, los huecos simétricos, perfilados por dinteles de piedra que interrumpen la continuidad de la cerámica, en fachada se aprecia el resultado del programa arquitectónico llevado a cabo en el interior.

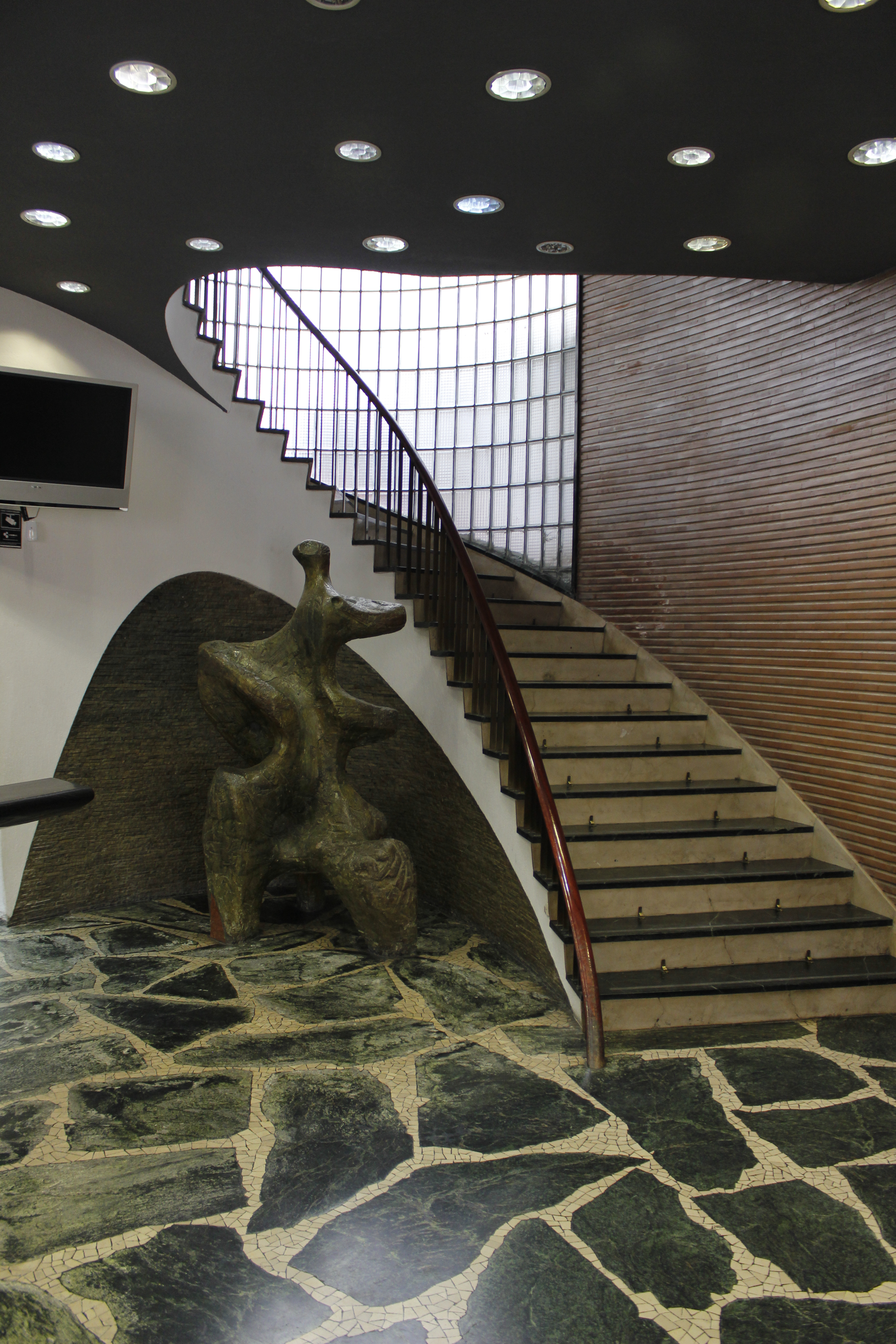
1ª Planta

### Planta baja
En la planta baja, accedemos al vestíbulo principal, espacio diáfano, donde se ha empleado todo un lenguaje expresivo, líneas y perspectivas crean una sensación de fluidez y dinamismo, punto de referencia es el mostrador que emerge del suelo con un solo punto de apoyo, que nos señala la escalera. Es un espacio de gran complejidad, el techo oscuro con focos empotrados se nos muestra como un cielo estrellado, el espacio interior se multiplica apoyado por el recurso del espejo situado al fondo de la estancia, el suelo de piedra artificial da calzada primitiva, etc. Aquí se recogen las funciones principales del edificio, donde no se descuida ningún detalle, tanto en el diseño del mobiliario o el pavimento, la escalera semicircular es el elemento que articula el espacio y genera espacio nuevo que se emplea para funciones secundarias del edificio.

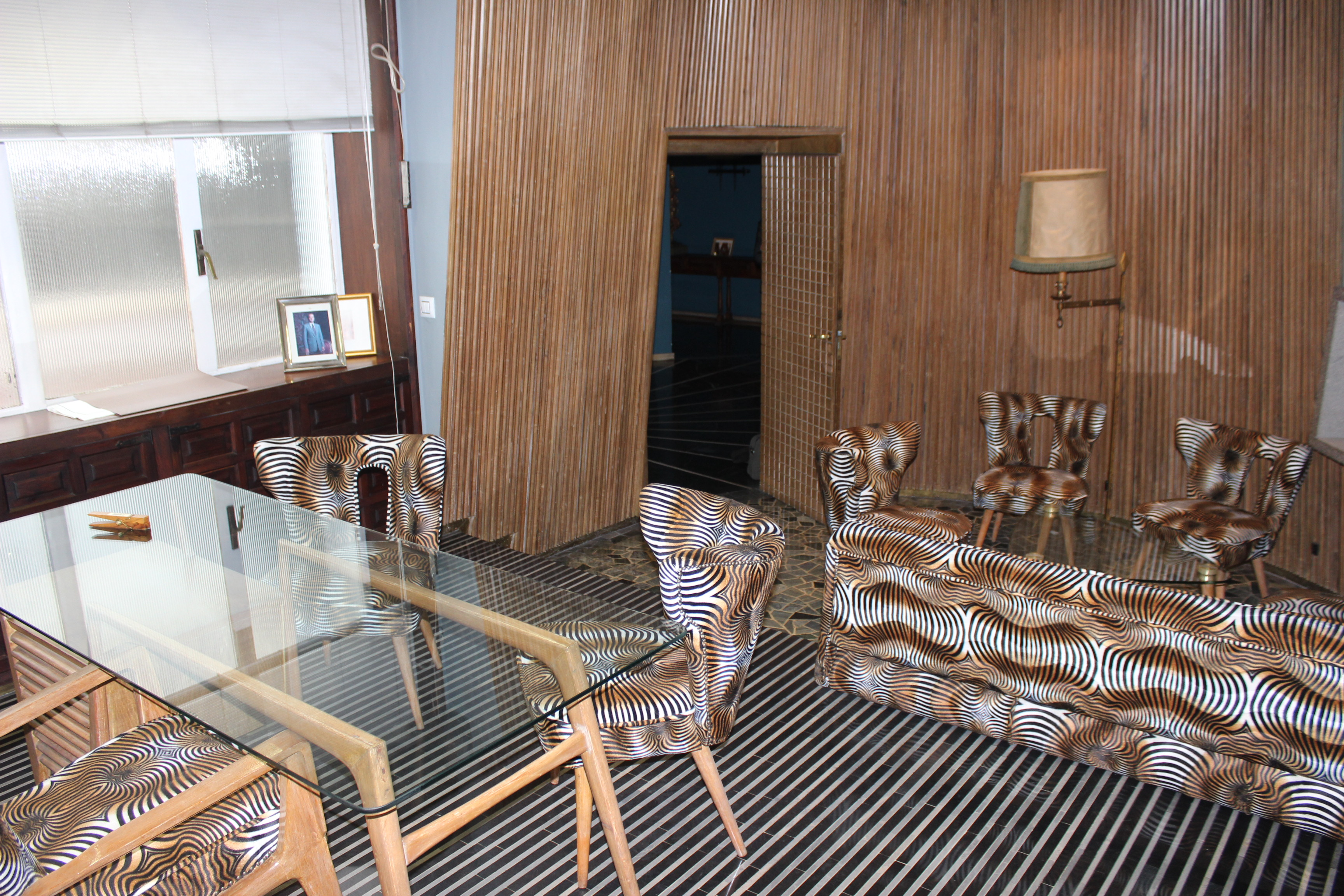
Vista interior despacho presidencia Cámara de Comercio

### Planta primera
Cuando accedemos a esta planta comprobamos como el diseño radial de suelo proyecta la escalera, este efecto centra el espacio hacia las distintas dependencias que se articulan, como la biblioteca, sala de juntas, y despacho de la presidencia.En la biblioteca, hoy desaparecida, se encontraban estanterías corridas, y se proyectaron también unos puestos de lectura, con unas formas quebradas, dispuestas en forma de zigzag y orientadas hacia la entrada de la luz, este diseño era la consecuencia de haber estudiado correctamente la entrada de la luz, eran soluciones encaminadas al aprovechamiento del espacio y de la luz. 
En la sala de Juntas se dispone una amplia mesa alargada con doce puestos, que aún hoy se conserva, en este espacio encontramos un pirograbado de Miguel del Moral, con una iconografía de San Rafael, Tobías y el pez. El suelo de la biblioteca y la sala de Juntas, era un terrazo verdoso continuo, que daba unidad a ambos espacios, llevado a cabo por Nigarol.
En la presidencia se distingue dos ambientes, diferenciados por altura y la textura del suelo, el primer ambiente es un antedespacho, proyectado para la reunión, es un espacio cóncavo, donde las paredes tienen un tratamiento con entablillado de madera, de influencia nórdica, que permite una acústica eficaz, además de incluir una chimenea, el mobiliario sigue teniendo la particular firma de Rafael de La-Hoz, se beneficia de la segunda altura para crear un sofá tapizado con un motivo de cebra, y se dispone mobiliario alrededor de esta chimenea. En la segunda altura el suelo negro de mármol, en bandas longitudinales, es la zona de trabajo que se eleva simbolizando su prioridad, la luz en este espacio se introduce por medio de un ventanal que da al patio, en el que se han dispuesto cortinas venecianas para la regulación de la luz, y bajo la ventana recorren su longitud dos estanterías sutiles y airosas. El suelo tiene dos texturas señalando perceptivamente el uso de los espacios, mientras que en el hall de reunión es una textura más orgánica, en la segunda altura las líneas rectas proyectadas en blanco y negro, nos hablan de sobriedad y rectitud. Las puertas eran batientes del taller de Aranda, de madera decapada. Todo el mobiliario diseñado tiene una cuidada textura y acabados, se ven huecos que permiten ver a través de ellos, permitiendo así jugar con el espacio. En definitiva volvemos a comprobar que la división de espacios se ejerce con el empleo de los efectos, texturas y acabados, más que con divisiones físicas, se suprime todo aquello que es innecesario.

### Planta segunda
La escalera desemboca en la segunda planta, frente al salón de actos, y un vestíbulo, donde encontramos una escultura deJorge Oteiza. Este pequeño espacio está iluminado por un ventanal que da al patio. El salón de actos es un espacio de una sola nave, con una cabecera elíptica. Es un espacio donde las paredes se han recubierto con tablillas de madera, para el tratamiento acústico, espacio en pendiente, cubierto por una bóveda que envuelve el espacio. Está cubierto con una bóveda de escayola, realizada por Rafael del Rosal, revestida con pan de oro, pero esta bóveda no es solo una puesta estética, sino que se diseña así porque obedece a una distribución del sonido de manera que la voz del ponente pueda ser escuchada desde todos los puntos de la sala con la misma intensidad. El mobiliario de esta estancia repite el diseño de sillas y tapizados anteriores, el suelo de madera.La obra se finaliza en 1955.

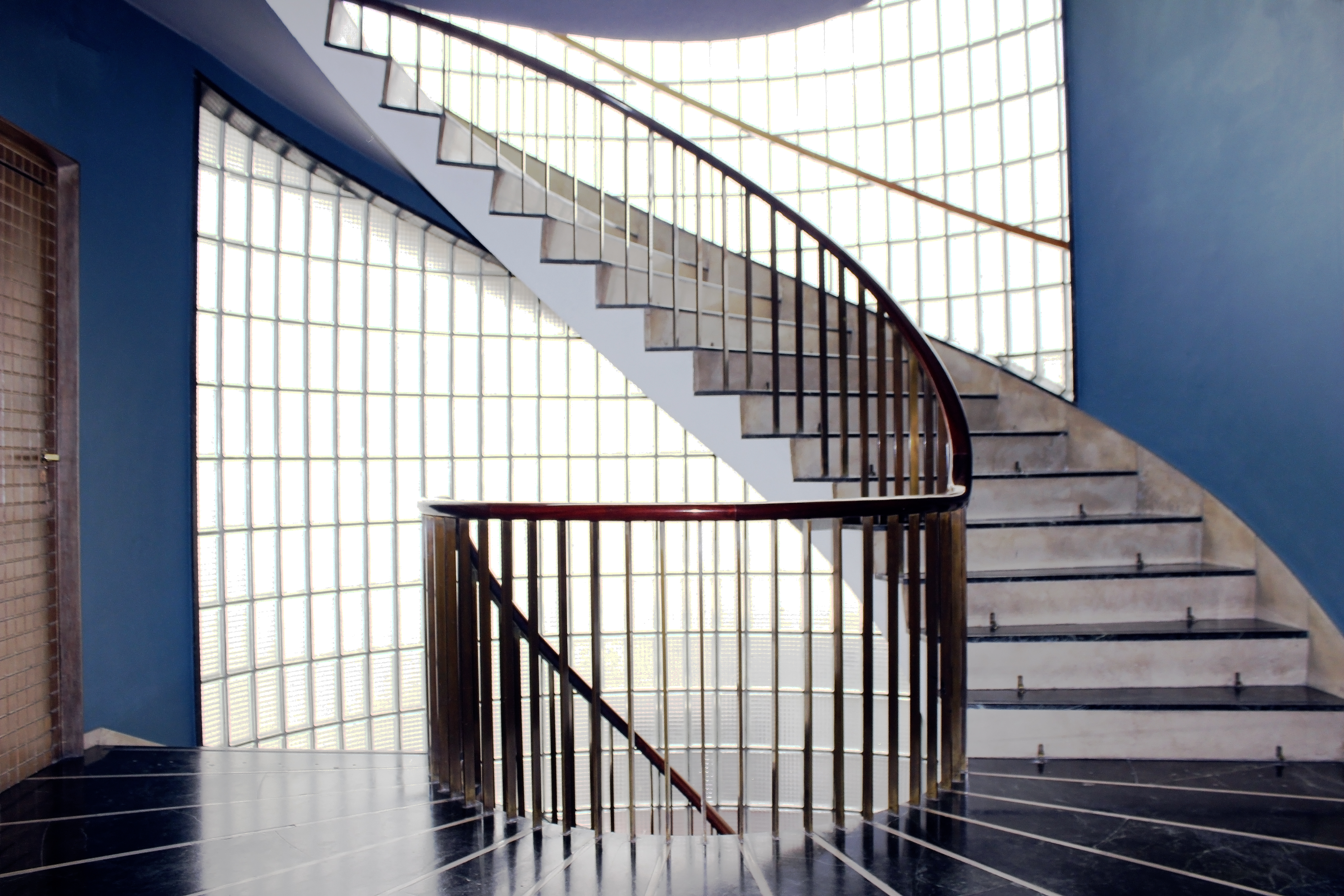
Hueco escalera

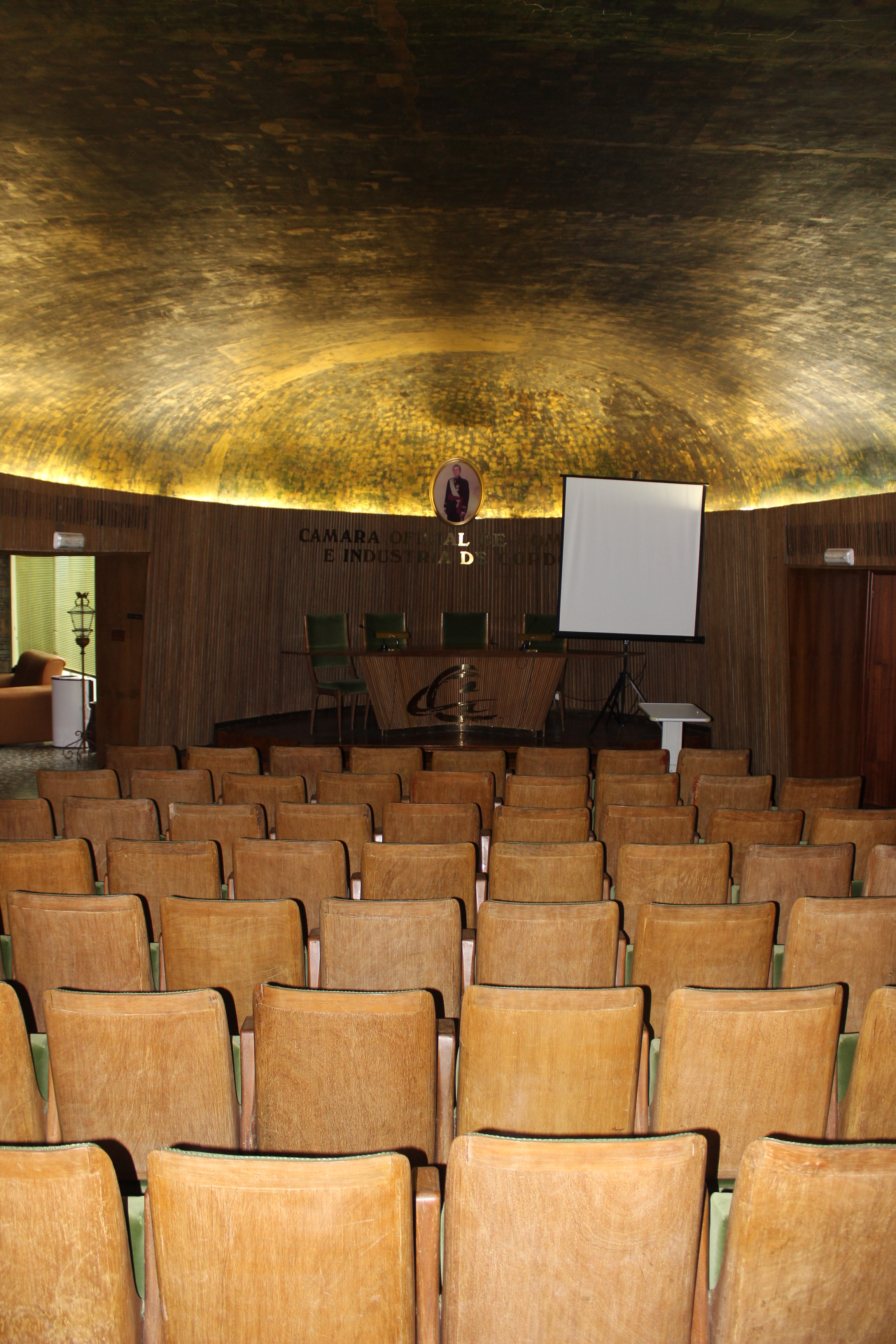
Salón de Actos de la segunda planta, Cámara de Comercio de Córdoba.Autor: Rafael de La-Hoz Arderius

### Ampliación
Se llevó a cabo una reforma y ampliación en los años 60, ejecutada también por Rafael de La-Hoz Arderius. En la fachada se funden las dos construcciones, pero esta ampliación no tiene las señas de identidad de la primera intervención en la Cámara, se adaptaron ciertos espacios a los nuevos usos, restando cierta monumentalidad y diseño, perdiéndose además mobiliario original. En la planta baja se abre una puerta para esta nueva ampliación que disminuye el sentido escenográfico del hall, la biblioteca se desmonta y se traslada a la nueva sede y en su lugar se crea una sala de reuniones. Hay estudiosos como Antonio Pizza que consideran que la primera fase de la Cámara es un unicum, desvirtuado por la ampliación, que desnaturaliza el carácter unitario del proyecto inicial.

### Diseño
El cuidado diseño en la Cámara de Comercio no solo lo vemos en el espacio, sino que también se puede observar un contagio organicista que se extiende hacia el mobiliario, que está cargado de influencias nórdicas y de referencias a los modelos americanos del momento. Todo el diseño de mobiliario estuvo también enfocado al aprovechamiento de espacio, empleando sobre todo la madera, con formas dinámicas y angulosas, se crearon muebles para cada estancia, como estanterías en voladizo, mesas para los negociados y la biblioteca, o piezas como la cajonera realizada en madera de pino para la oficina, con el diseño de diente de sierra que empleará también para otros diseños del mobiliario. En definitiva lo que Rafael de La-Hoz y José María García Paredes pretendían era una perfecta integración entre arquitectura y mobiliario.

### Otros artistas
Esta gran obra alberga además obras de otros artistas contemporáneos como Jorge Oteiza, cuyas esculturas imprimieron personalidad al edificio, realizó para el hall una escultura mitad forma femenina, mitad núcleo de caracola, que se colocó en el hueco de la escalera, también realiza otra escultura realizada en madera de encina, sobre una base de piedra El mostrador, y en la fachada un escudo, otro artista que intervino fue Miguel del Moral que realizó un pirograbado Santo Arcángel, protector de la ciudad y patrono de los comerciantes. El hecho de contar con otros artistas como Oteiza y del Moral, por parte de Rafael de la Hoz, de alguna manera evidencia el interés por parte del arquitecto de incorporar creaciones artísticas en sus proyectos.

## Galería de imágenes

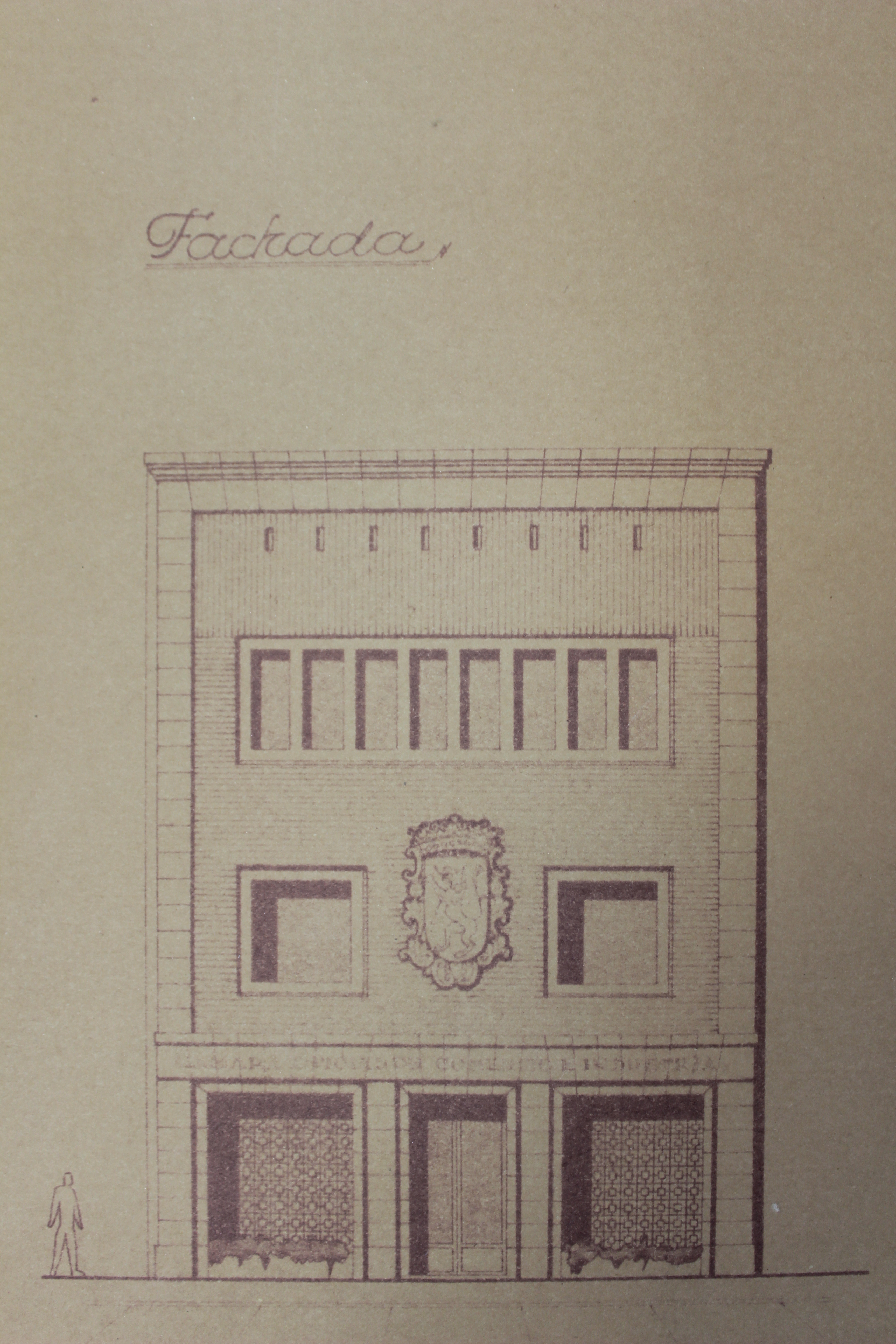
Alzado calle Pérez de Castro nº 1 Proyecto presentado para licencia en 1950. Archivo Histórico Municipal de Córdoba
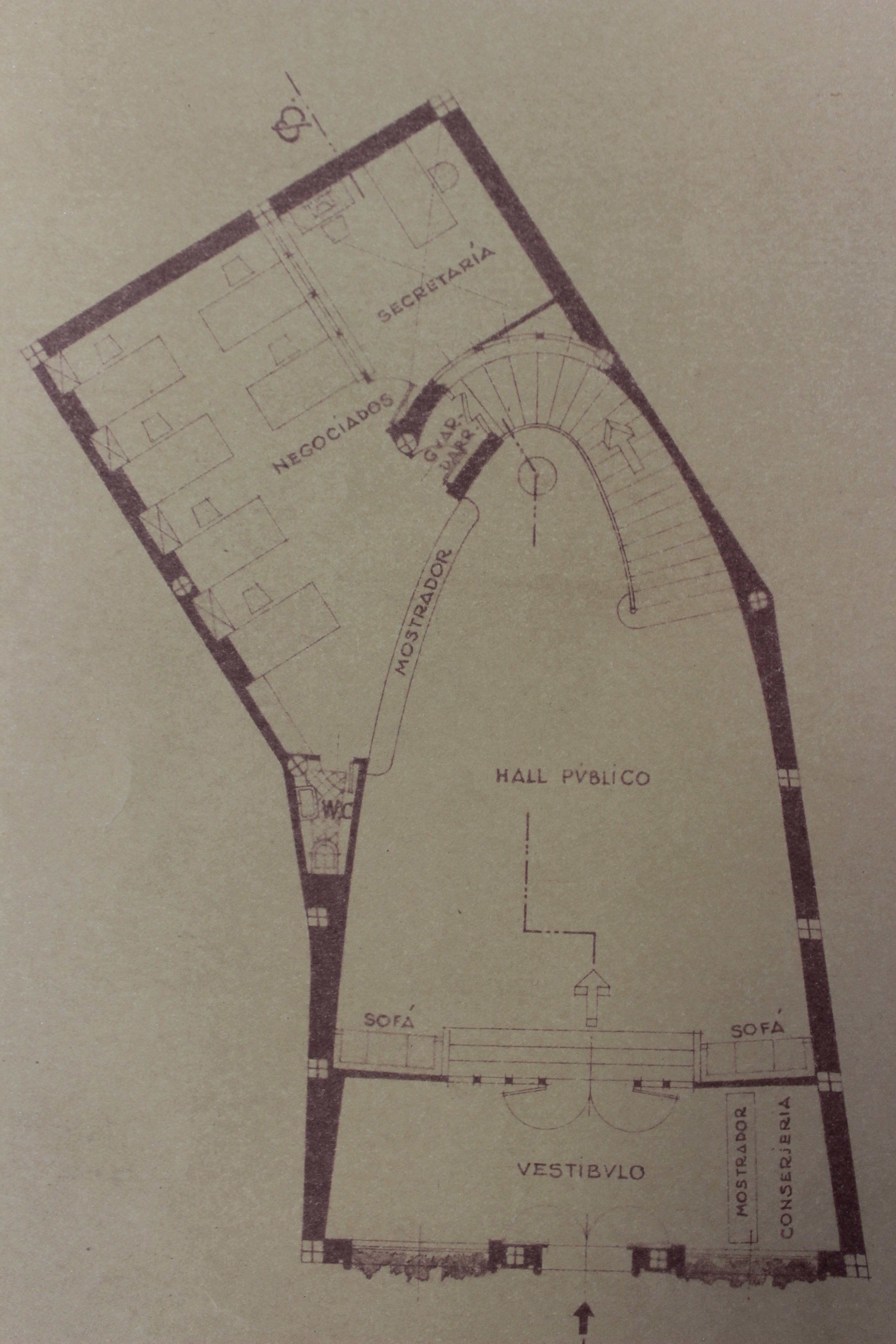
Plano de Planta baja Proyecto presentado para licencia en 1950. Archivo Histórico Municipal
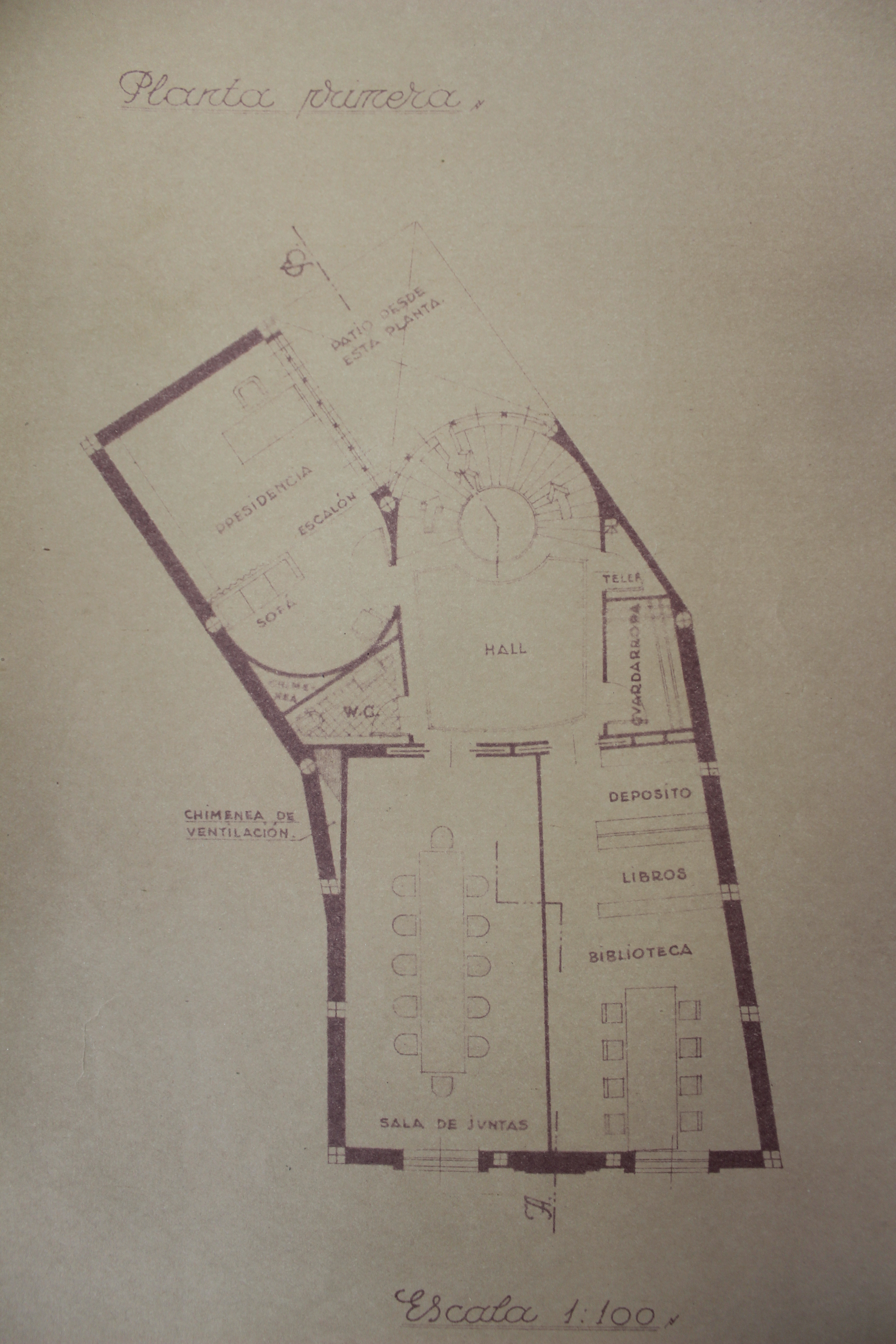
Plano de Planta 1ª Proyecto presentado para licencia en 1950. Archivo Histórico Municipal de Córdoba
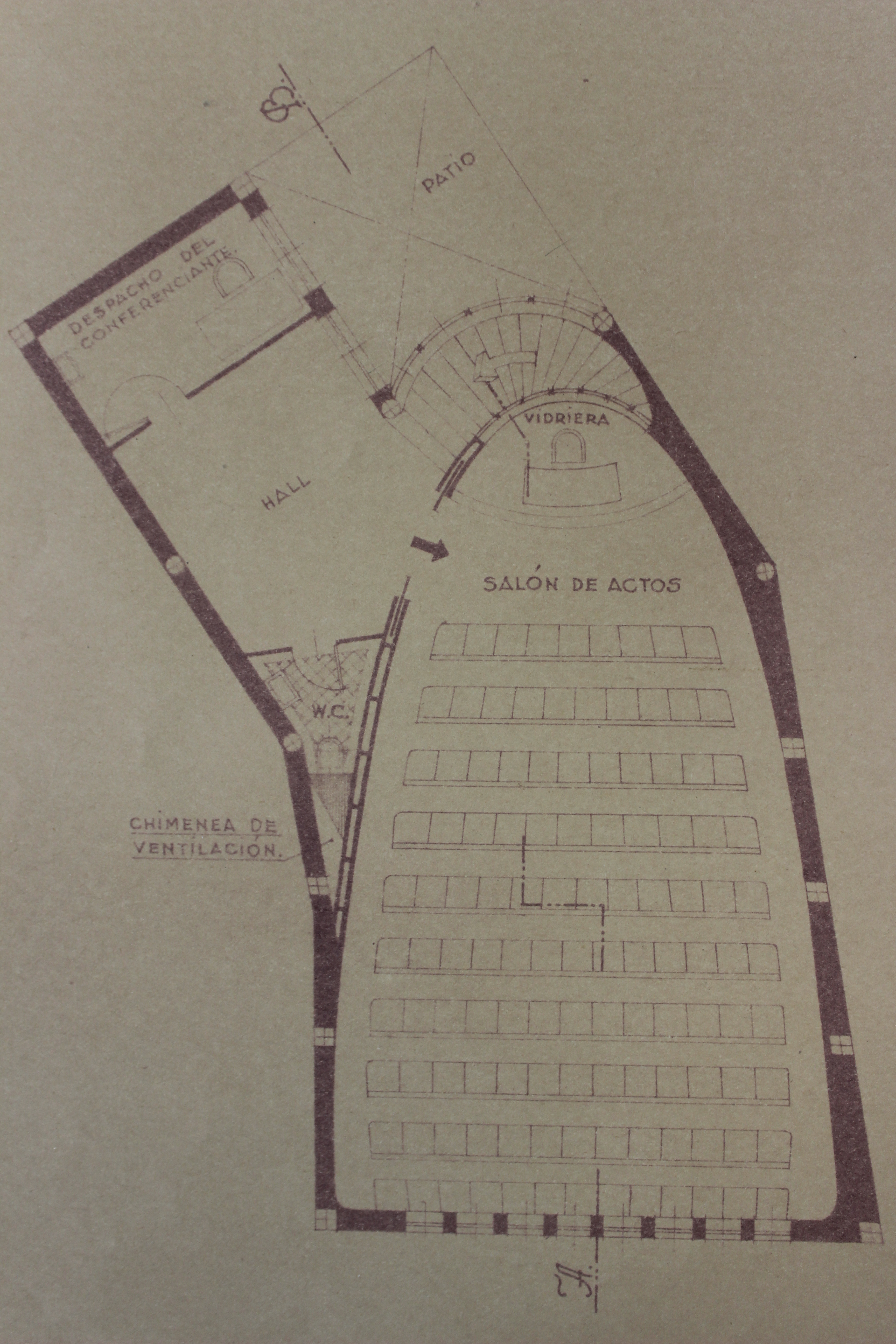
Plano de Planta 2ª Proyecto presentado para licencia en 1950. Archivo Histórico Municipal de Córdoba
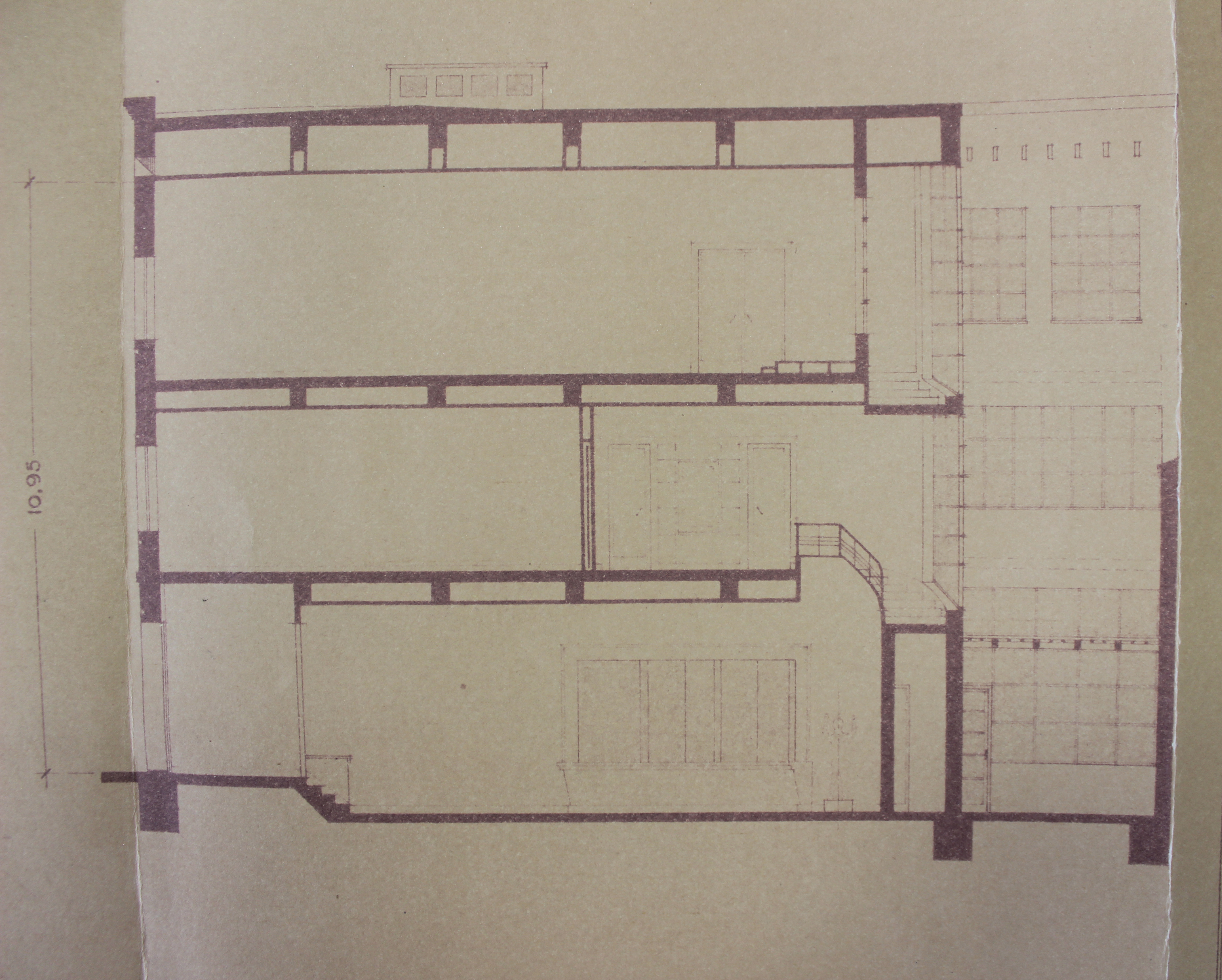
Sección Longitudinal Proyecto presentado para licencia en 1950. Archivo Histórico Municipal de Córdoba
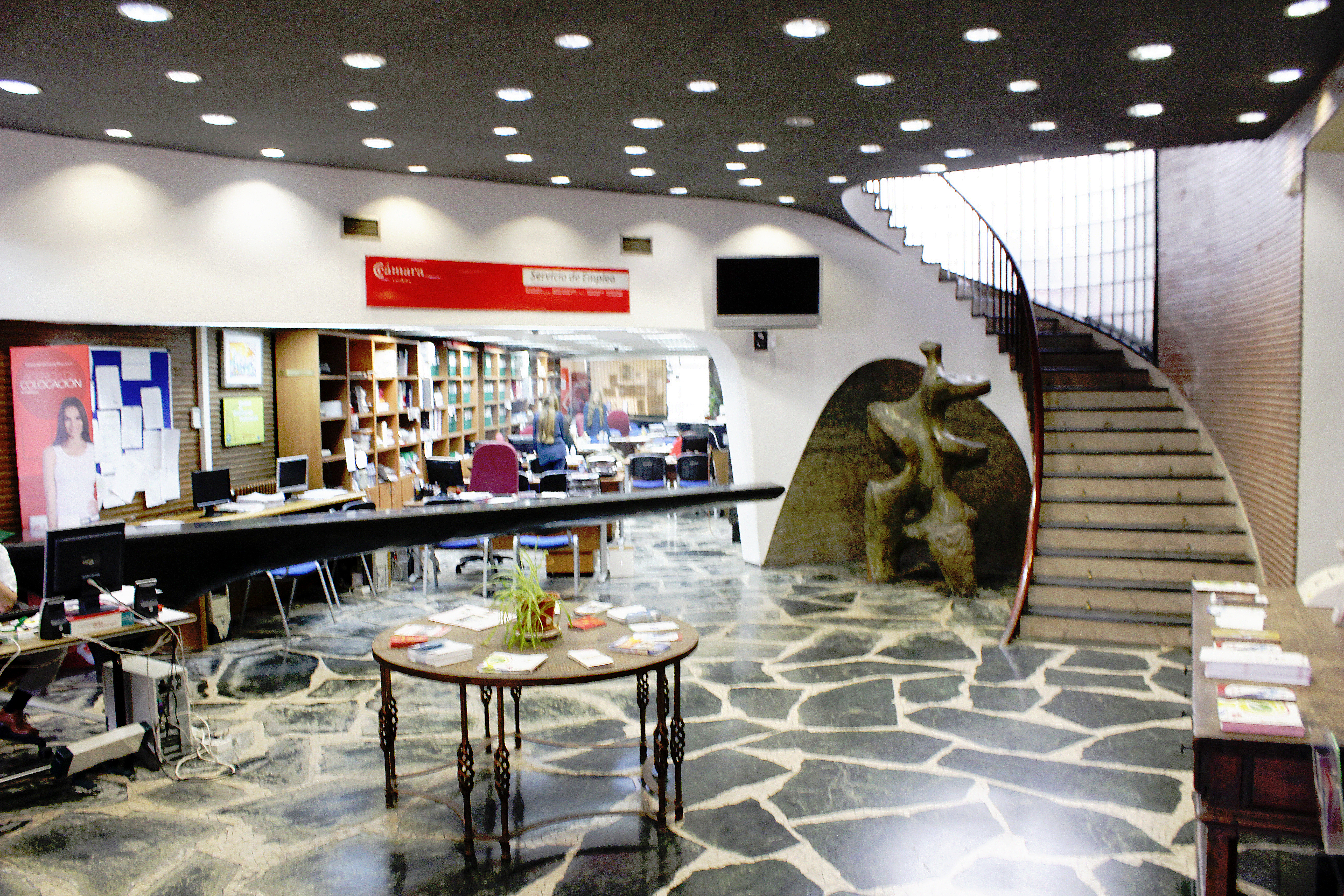
Vista Planta baja actual de la Cámara
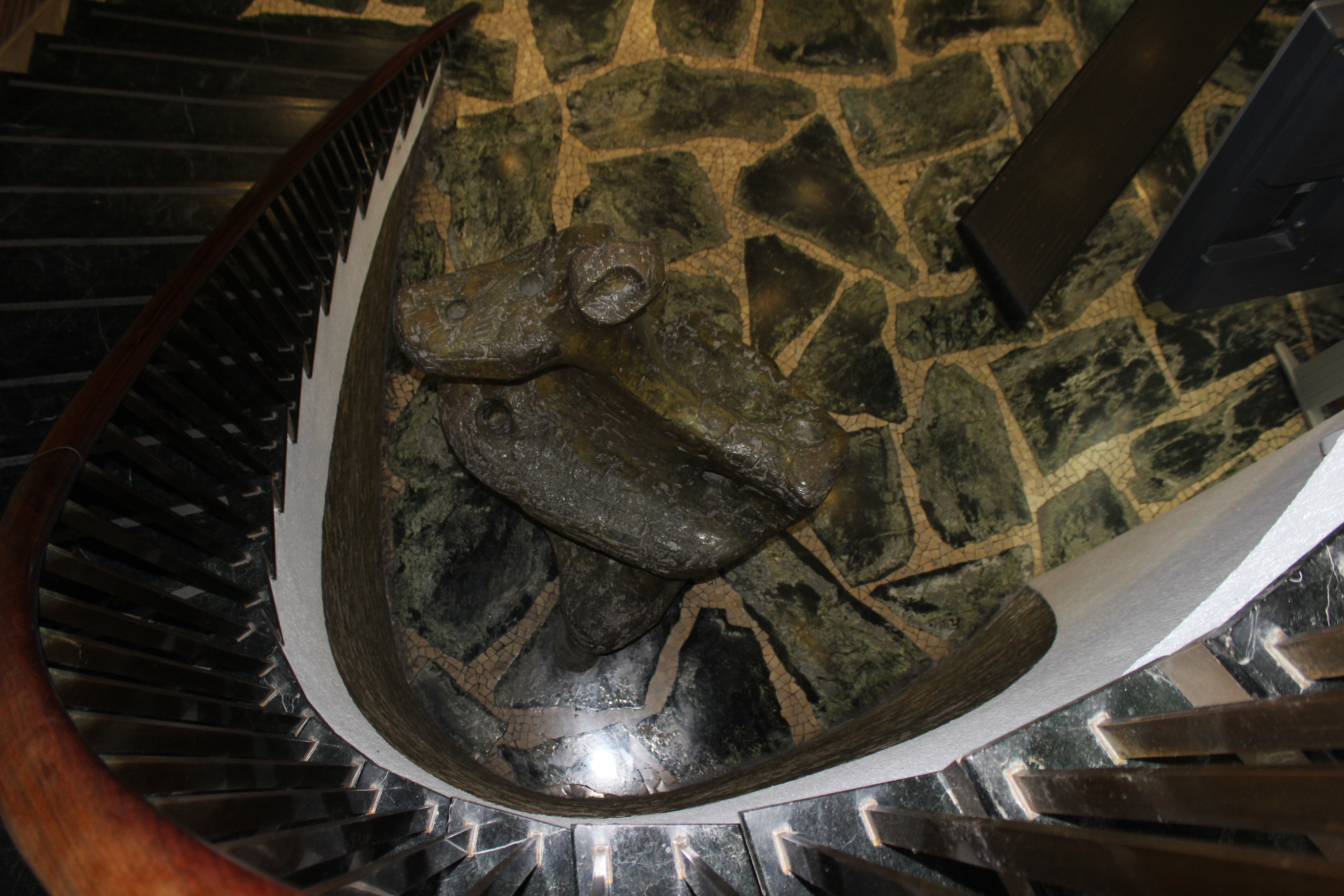
Escalera Cámara de Comercio de Córdoba. Escultura Jorge Oteiza, Escalera Rafael de la Hoz
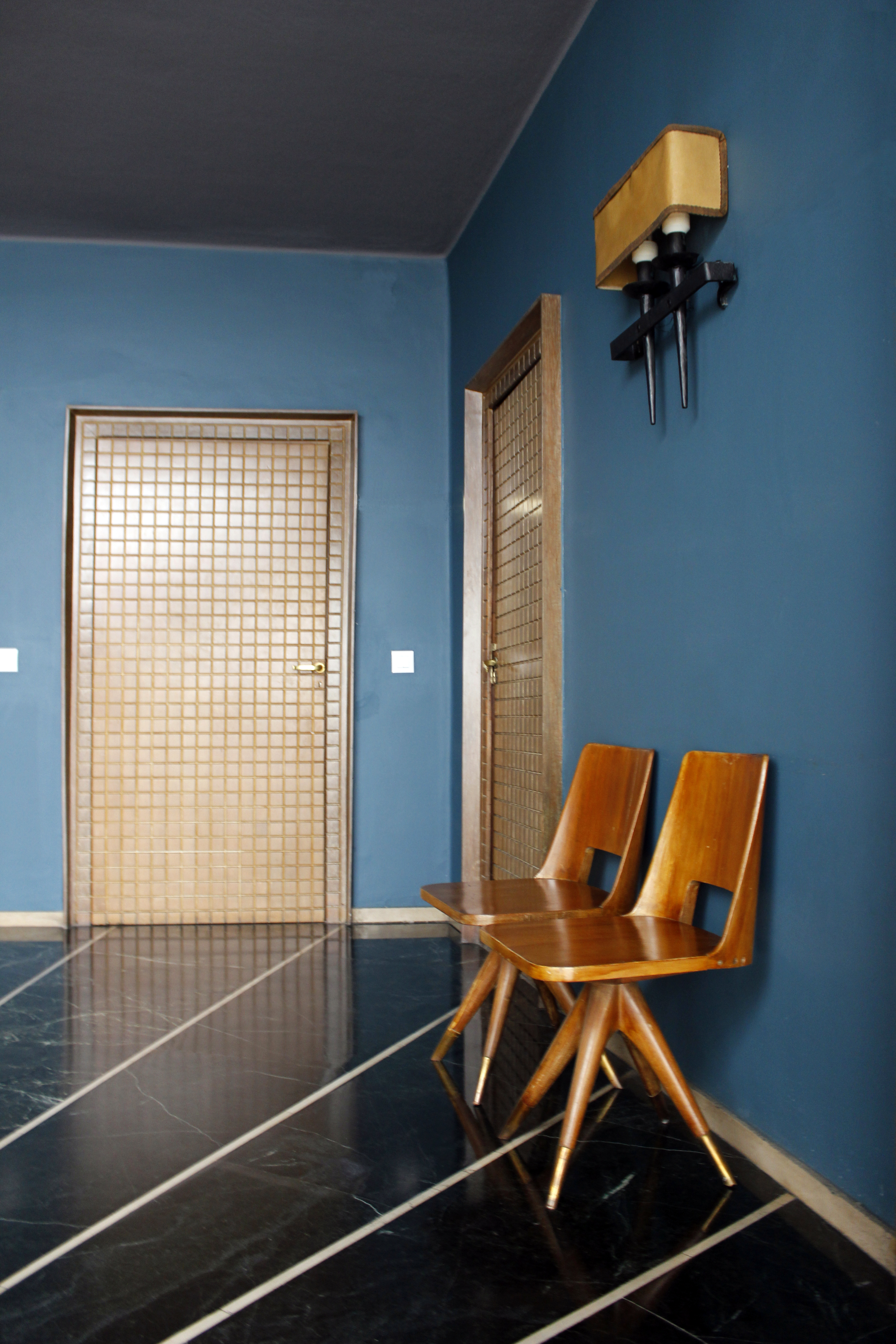
Diseño del espacio y mobiliario
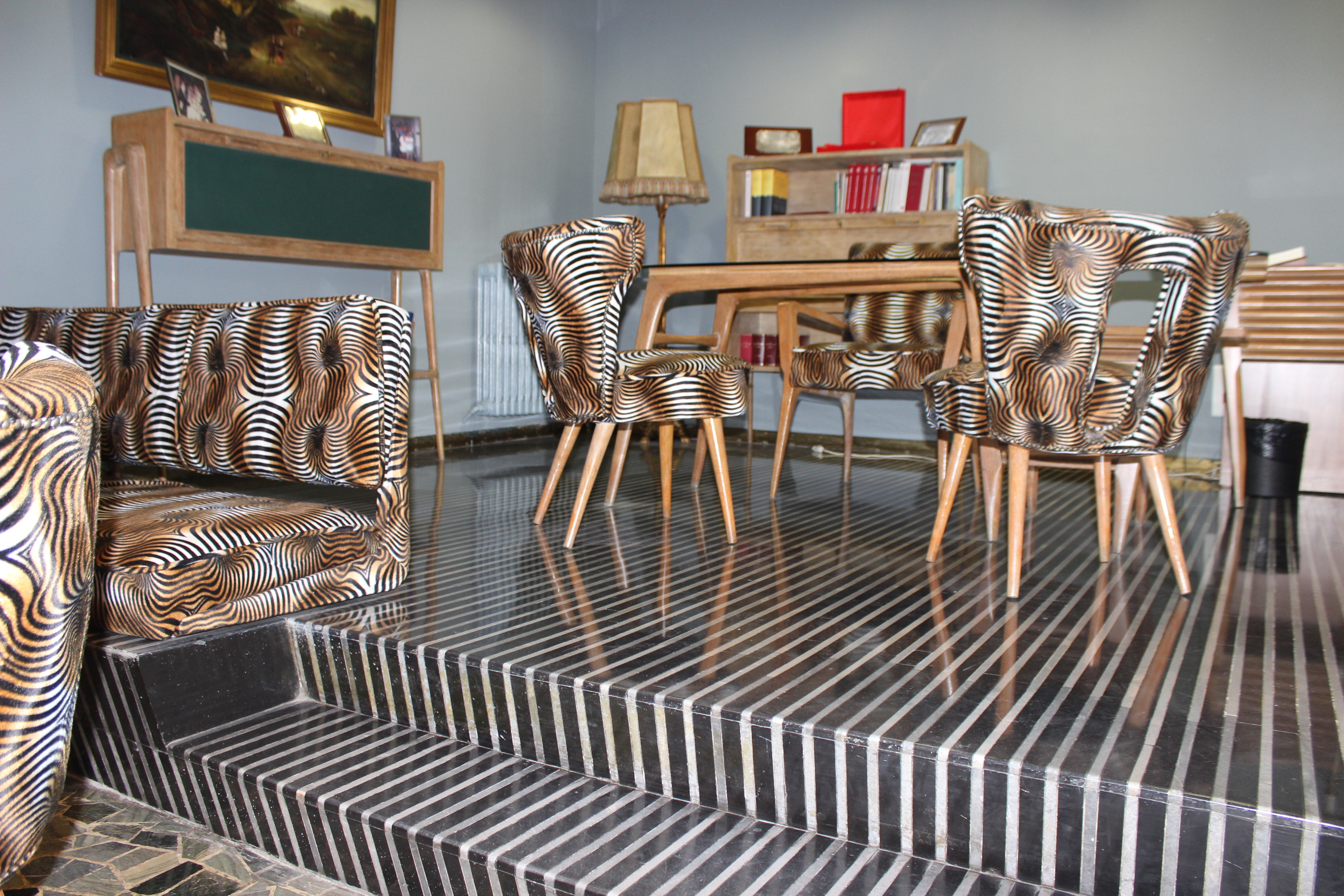
Despacho presidencial Cámara de Comercio Córdoba
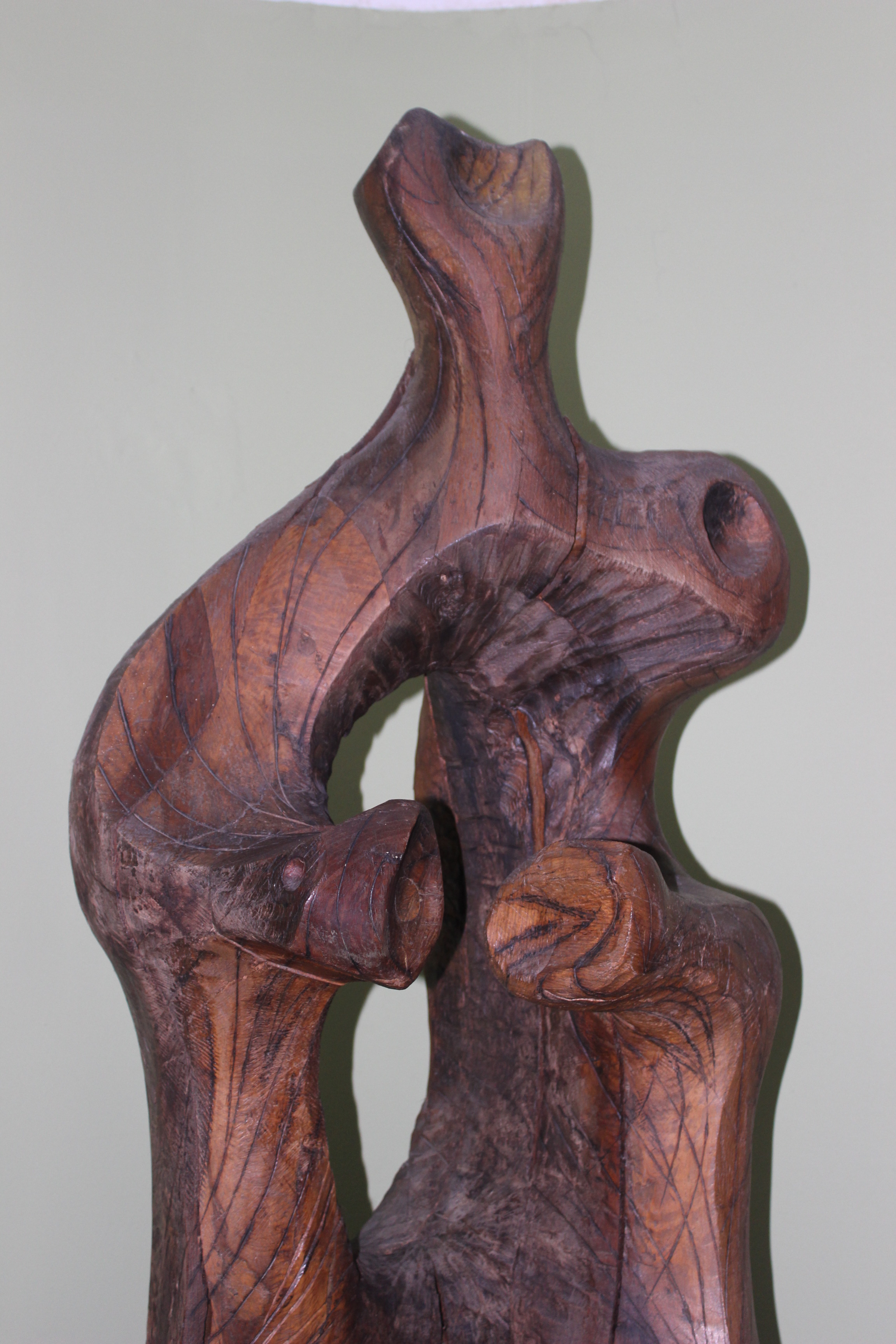
Escultura Jorge Oteiza Entrada Salón de Actos
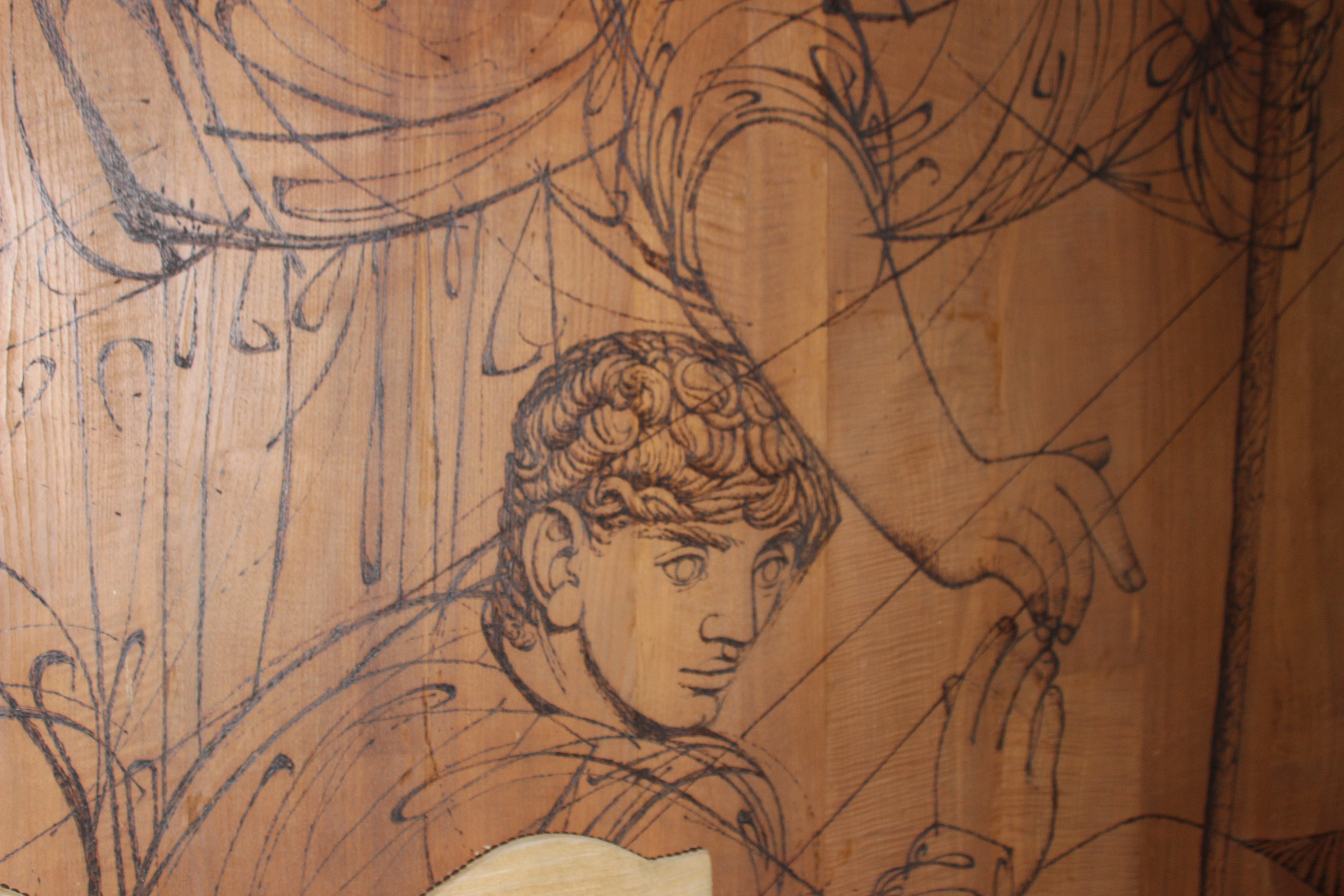
Pirograbado Miguel del Moral

## Referencia en revistas
- CAPITEL, A.; “La Aventura Moderna de la Arquitectura Madrileña (1956-1970)”. Arquitectura, Nº237. Colegio Oficial de Arquitectos.
- MORALES CAÑADAS, E.; “Studio 52: Un ejemplo de modernidad arquitectónica en Córdoba”. Laboratorio de Arte, n.º 7. Sevilla, Publicaciones de la Universidad, pp. 223-224
- Goya, nº 247-248, julio–octubre 1995, p. 124
- Boletín PH, nº15, Sevilla, Instituto Andaluz de Patrimonio Histórico, junio. p.141
- Arquitectos, Nº158. Madrid. Consejo Superior de los Colegios de Arquitectos de España. pp. 24-31
- VILLAR MOVELLÁN, A.; “ Introducción a la arquitectura cordobesa contemporánea (1890-1940) Ensayo de inventario” Revista Apotheka n.º 5, Departamento de Historia del Arte, Universidad de Córdoba, 1985, pp. 145-214